# Burgas
Burgas (in bulgaro Бургас?, pronuncia [burˈɡas], traslitterazione francese Bourgas, usata talvolta anche in inglese) è una città della Bulgaria di circa 200 000 abitanti (200 271 al censimento del 2011).
È la quarta città della Bulgaria per numero di abitanti dopo Sofia, Plovdiv e Varna. È il capoluogo del distretto di Burgas oltre ad essere un importante centro industriale e turistico; da segnalare anche la presenza dell'aeroporto internazionale.

## Posizione geografica e clima
Burgas si trova sulla costa occidentale del mar Nero, in corrispondenza dell'ampia baia omonima. Alle spalle, la città è circondata da laghi costieri, il maggiore dei quali prende nome dalla città stessa.
Il clima subtropicale umido (Cfa) presenta aspetti continentali, mitigati dalla vicinanza del mare. Le piogge, poco abbondanti, sono ripartite quasi uniformemente tra tutte le stagioni; la neve è invece rara.
La temperatura media annua è di 12 °C e le precipitazioni annue sono in media circa 550 mm. La media delle minime del mese più freddo (gennaio) è di poco inferiore allo 0 °C, mentre la media delle massime del mese più caldo (luglio) si colloca intorno a +26 °C.

## Origini del nome
Esistono diverse ipotesi sull'etimologia del nome di Burgas. La più diffusa lo fa risalire alla parola greca Πύργος (Pyrgos), forse attraverso il basso latino burgus, con il significato di torre d'avvistamento o similare. Il nome di Burgas avrebbe la stessa origine del nome di Burgos, in Spagna.

## Storia

### Antichità
La regione era abitata anticamente dai Traci, che costituirono numerosi, piccoli insediamenti nell'area, in particolare la località termale conosciuta con il nome latino (posteriore) di Aquae Calidae (Acque Calde), posta poco a NE dell'attuale Burgas. Un altro insediamento importante aveva il nome di Deultum (con le varianti Develtus, Deulcium e altre) e si trovava nella periferia SE della città moderna.
I Greci provenienti da Mileto fondarono nel VII secolo a.C. una colonia con il nome di Apollonia Pontica a circa 35 km di distanza; corrispondentemente, nello stesso periodo, si formò sul luogo dell'attuale Burgas un insediamento commerciale tracio, che viene indicato con il nome moderno di Sladkite Kladenci.
Tutta la regione fu sottomessa dal re persiano Dario I nel periodo delle guerre persiane contro la Grecia (VI secolo a.C.). Dal V al III secolo a.C. fece parte del regno degli Odrisi, poi dell'impero di Alessandro Magno e infine dell'impero romano.
Durante l'impero romano, nel 77, l'imperatore Vespasiano fondò nei pressi del villaggio tracio di Deultum la Colonia Flavia Pacis Deultemsium. I due abitati vicini si fusero tra loro e con altri, dando vita a uno dei centri più importanti di tutta la Tracia romana. Tra gli imperatori successivi, Antonino Pio trasformò il porto ed eresse la fortezza di Poros per sua difesa.
Dal III secolo si fa importante la presenza dei Goti nei Balcani. Non è noto con sicurezza quando per la prima volta questi abbiano aggredito la regione. Certo è che nel 376 sconfissero un'armata scelta dell'esercito romano proprio a Deultium.
Nella divisione dell'impero romano, la Tracia fu assegnata all'impero d'oriente, di cui continuò a far parte anche dopo il 476, anno della deposizione di Romolo Augusto. Soltanto nel 708 i Bulgari conquistarono la regione, sconfiggendo Giustiniano II.

### Medioevo e modernità
Nel Medioevo la regione passò nelle mani dei Bulgari (più o meno costantemente dal 708 al 970 e poi di nuovo brevemente nel XIV secolo) e tornò periodicamente in quelle dei Bizantini (in particolare, quasi ininterrottamente dal 970 al 1304).
Nel 1367 la zona fu conquistata dal sultano ottomano Murad I e da quel momento, salvo per una breve parentesi a cavallo tra il Trecento e il Quattrocento, rimase sotto l'impero ottomano fino al XIX secolo.
La città di Burgas comincia a essere nominata con regolarità dal Seicento, come Ahelo-Burgas, Pirgos o Borgos.
Il trattato di Santo Stefano (1878) assegnava anche Burgas alla neo-costituita Bulgaria indipendente; tuttavia, pochi mesi dopo, il trattato di Berlino rivedeva i confini della Bulgaria, riportando la Rumelia orientale, e con questa Burgas, entro i confini dell'impero ottomano. Questa decisione fu ribaltata dalla rivolta popolare del 1885, appoggiata dal principe Alessandro I di Bulgaria e ratificata l'anno seguente con la Pace di Bucarest.
Da allora, Burgas ha sempre fatto parte della Bulgaria. A partire dal 1908 i greci (fino ad allora gruppo etnico più numeroso della città) furono sostituiti da bulgari, che dopo il 1918 affluirono numerosi, profughi dalla Tracia e dalla Macedonia.

## Attentato antisemita

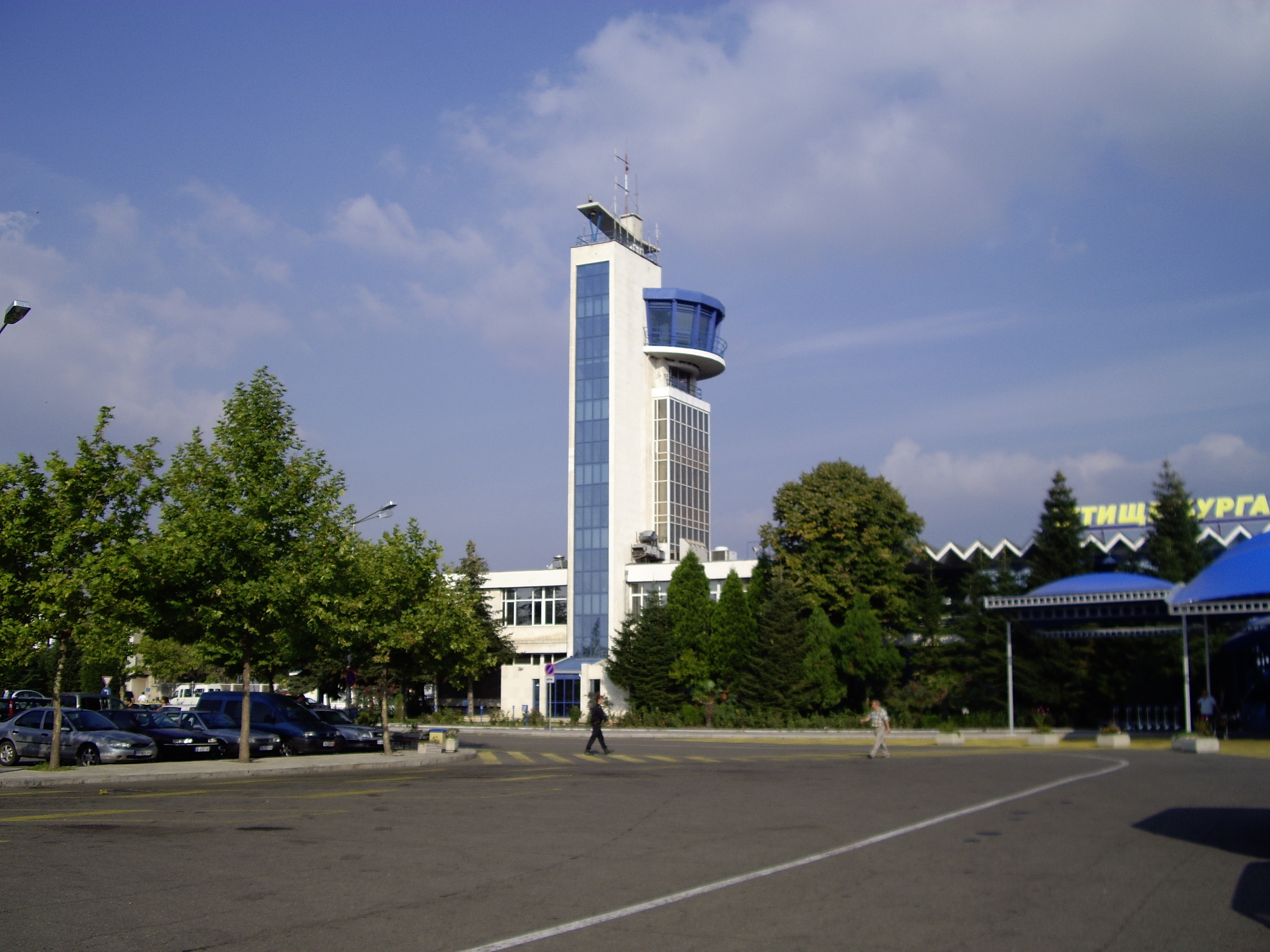
L'aeroporto di Burgas (esterno)

Il 18 luglio 2012 presso l'Aeroporto di Burgas a Sarafovo, alle ore 17:30 locali, una comitiva di turisti israeliani è stata vittima di un attentato terroristico subito dopo l'atterraggio dell'aereo proveniente da Tel Aviv. Le prime testimonianze hanno riferito di una potente esplosione che ha investito tre autobus dove viaggiavano i turisti israeliani. L'esplosione sarebbe avvenuta sul primo autobus, mentre gli altri due sarebbero poi andati a fuoco nel parcheggio. A bordo c'erano 44 persone. L'esplosione sarebbe stata opera di un attentatore suicida salito sull'autobus insieme alla comitiva.
Alle 17:40 è atterrato un aereo proveniente da Catania con dei giovani turisti italiani; sono stati messi in protezione dentro l'aeroporto fino a tarda sera, per poi essere stati scortati dalla polizia bulgara fino a Sunny Beach, malgrado la paura i ragazzi italiani (sempre in contatto con la Farnesina) sono riusciti a raggiungere la destinazione da loro scelta.

## Amministrazione

### Gemellaggi
- Gent, Belgio
- Costanza, Romania
- Fiume, Croazia
- Batumi, Georgia
- Miskolc, Ungheria
- Alessandropoli, Grecia
- Rotterdam, Paesi Bassi
- Krasnodar, Russia
- Yalova, Turchia
- San Bernardino, USA

## Località
Il comune è formato dall'insieme delle seguenti località:
- Burgas (sede comunale)
- Bălgarovo
- Bratovo
- Brjastovec
- Dimčevo
- Draganovo
- Izvor
- Izvorište
- Marinka
- Miroljubovo
- Ravnec
- Tvărdica

## Sport

### Calcio
La squadra principale della città è il PFC Černomorec 919 Burgas.